# 上海东方广播民族乐团
上海东方广播民族乐团曾是上海一所中乐团。
1996年5月，原上海电影乐团和原上海广播电视乐团合并为上海广播交响乐团的同时，上海东方广播电台与原上海电影乐团民乐队及上海电视艺术团部分民乐演奏员，组建成立上海东方广播民族乐团。曾为上海市唯一的专业室内民族乐团。2001年12月28日，乐团并入上海民族乐团。